# Centrarthra fulvinotata
Centrarthra fulvinotata là một loài bướm đêm trong họ Noctuidae.